# Арістовул (апостол від 70)
Арістовул (грец. Αριστόβουλος, лат. Aristobulus; І століття після Р. Х. — собор святих сімдесяти апостолів Христових, єпископ Врітанійскій (Британський), народився на Кіпрі. Разом зі своїм братом, апостолом від сімдесяти Варнавою, він супроводжував апостола Павла в його подорожах. Арістовул згадується в Посланні апостола Павла до Римлян (Рим. 16:10). Апостол Павло поставив Арістовула єпископом та послав його на проповідь Євангелія до Британії, де за переказами він багатьох навернув до Христа, за що зазнав гоніння з боку язичників. Помер Арістовул в Британії як видно мученицькою смертю, хоча це не підтверджується джерелами.

## Дні пам'яті та покровительство
- У православному церковному календарі: 16 (29) березня, 4 (17) січня — соборна пам'ять апостолів від сімдесяти та 31 жовтня (13 листопада).
- В католицькому: 16 березня.